# Șah hexagonal

Șahul hexagonal Gliński

Șahul hexagonal este un grup de variații ale jocului de șah, care se joacă pe table de șah hexagonale. Cea mai populară variantă a șahului hexagonal a fost concepută în 1936 de Władysław Gliński. Jocul a fost popular în Europa de Est, în special în Polonia, țara natală a lui Gliński.